# Rougemont-le-Château
Rougemont-le-Château és un municipi francès situat al departament del Territori de Belfort i a la regió de Borgonya - Franc Comtat. L'any 2007 tenia 1.392 habitants.

## Demografia

### Població
El 2007 la població de fet de Rougemont-le-Château era de 1.392 persones. Hi havia 545 famílies de les quals 171 eren unipersonals (57 homes vivint sols i 114 dones vivint soles), 154 parelles sense fills, 179 parelles amb fills i 41 famílies monoparentals amb fills.
La població ha evolucionat segons el següent gràfic:
Habitants censats

### Habitatges
El 2007 hi havia 636 habitatges, 557 eren l'habitatge principal de la família, 31 eren segones residències i 48 estaven desocupats. 426 eren cases i 209 eren apartaments. Dels 557 habitatges principals, 368 estaven ocupats pels seus propietaris, 171 estaven llogats i ocupats pels llogaters i 17 estaven cedits a títol gratuït; 4 tenien una cambra, 43 en tenien dues, 92 en tenien tres, 141 en tenien quatre i 277 en tenien cinc o més. 461 habitatges disposaven pel capbaix d'una plaça de pàrquing. A 249 habitatges hi havia un automòbil i a 237 n'hi havia dos o més.

### Piràmide de població
La piràmide de població per edats i sexe el 2009 era:
| Homes | Edats   | Dones |
| ----- | ------- | ----- |
| 0     | 95 o +  | 24    |
| 8     | 90 a 94 | 16    |
| 4     | 85 a 89 | 28    |
| 4     | 80 a 84 | 32    |
| 20    | 75 a 79 | 12    |
| 12    | 70 a 74 | 60    |
| 28    | 65 a 69 | 52    |
| 52    | 60 a 64 | 32    |
| 24    | 55 a 59 | 32    |
| 20    | 50 a 54 | 48    |
| 44    | 45 a 49 | 36    |
| 44    | 40 a 44 | 40    |
| 52    | 35 a 39 | 32    |
| 48    | 30 a 34 | 44    |
| 52    | 25 a 29 | 36    |
| 12    | 20 a 24 | 20    |
| 36    | 15 a 19 | 20    |
| 32    | 10 a 14 | 16    |
| 24    | 5 a 9   | 44    |
| 36    | 0 a 4   | 24    |

## Economia
El 2007 la població en edat de treballar era de 803 persones, 639 eren actives i 164 eren inactives. De les 639 persones actives 586 estaven ocupades (315 homes i 271 dones) i 52 estaven aturades (30 homes i 22 dones). De les 164 persones inactives 60 estaven jubilades, 50 estaven estudiant i 54 estaven classificades com a «altres inactius».

### Ingressos
El 2009 a Rougemont-le-Château hi havia 551 unitats fiscals que integraven 1.284 persones, la mediana anual d'ingressos fiscals per persona era de 18.628 €.

### Activitats econòmiques
Dels 61 establiments que hi havia el 2007, 1 era d'una empresa extractiva, 3 d'empreses alimentàries, 1 d'una empresa de fabricació de material elèctric, 4 d'empreses de fabricació d'altres productes industrials, 7 d'empreses de construcció, 12 d'empreses de comerç i reparació d'automòbils, 2 d'empreses de transport, 3 d'empreses d'hostatgeria i restauració, 3 d'empreses financeres, 3 d'empreses immobiliàries, 5 d'empreses de serveis, 11 d'entitats de l'administració pública i 6 d'empreses classificades com a «altres activitats de serveis».
Dels 17 establiments de servei als particulars que hi havia el 2009, 1 era una oficina de correu, 2 oficines bancàries, 1 funerària, 1 taller de reparació d'automòbils i de material agrícola, 3 paletes, 2 guixaires pintors, 1 fusteria, 1 lampisteria, 2 perruqueries i 3 restaurants.
Dels 6 establiments comercials que hi havia el 2009, 2 eren botiges de menys de 120 m², 2 fleques i 2 carnisseries.
L'any 2000 a Rougemont-le-Château hi havia 7 explotacions agrícoles.

## Equipaments sanitaris i escolars
L'únic equipament sanitari que hi havia el 2009 era una farmàcia.
El 2009 hi havia 1 escola maternal integrada dins d'un grup escolar amb les comunes properes formant una escola dispersa i 1 escola elemental integrada dins d'un grup escolar amb les comunes properes formant una escola dispersa. Rougemont-le-Château disposava d'un col·legi d'educació secundària amb 334 alumnes.

## Poblacions més properes
El següent diagrama mostra les poblacions més properes.